# 勝川四志彦
勝川 四志彦（かつかわ よしひこ、1962年（昭和37年）3月12日 - ）は、日本の経営者。第22代神戸製鋼所代表取締役社長。日本鉄鋼連盟副会長。

## 経歴
兵庫県神戸市灘区出身、明石市育ち。
1985年3月、神戸商科大学商経学部卒業。同年4月1日、神戸製鋼所入社。入社後6年間は機械部門の営業を担当。その後、機械部門と本社部門で企画や管理畑を歩んだ。
2024年4月より代表取締役社長に就任。

## 略歴
- 1985年（昭和60年）4月1日 - 神戸製鋼所入社
- 2008年（平成20年）4月1日 - 経営企画部担当部長
- 2011年（平成23年）4月1日 - 機械事業部門企画管理部長
- 2014年（平成26年）4月1日 - 理事、経営企画部長
- 2015年4月1日 - 執行役員
- 2017年4月1日 - 常務執行役員
- 2018年4月1日 - 専務執行役員
- 2018年6月 - 取締役専務執行役員
- 2021年4月1日 - 取締役執行役員
- 2023年4月1日 - 代表取締役副社長執行役員
- 2024年4月1日 - 代表取締役社長